# 三菱グループ
三菱グループ（みつびしグループ、英語: Mitsubishi Group）は、岩崎弥太郎が創設した旧三菱財閥を前身とする日本の企業グループ。
系列会社の中で最も規模が大きく影響力を持つ三菱商事、三菱重工業、三菱UFJ銀行（旧・三菱銀行）は「三菱御三家」と呼ばれる。

## 概要
三菱グループを統括する持株会社や銀行を中心としたグループ内の強力な資本関係があるわけではなく、三井グループや住友グループと同様に旧三菱財閥を起源とする独立会社の集合体である（「財閥解体」も参照）。三菱財閥の中核企業で構成された「三菱金曜会」や「三菱広報委員会」などで人事交流などを行なっている。
創業は土佐藩（現在の高知県）が現在の大阪府大阪市西区（現・土佐稲荷神社付近）で経営していた海運会社「九十九商会」が設立されたことによる。それを土佐藩士であった岩崎弥太郎（三菱財閥初代総帥）が買い受け個人企業とした。岩崎弥太郎は同じく土佐藩出身の坂本龍馬率いる海援隊商法に思想面で影響を受けていた。そして九十九商会を「三菱商会」（現在の日本郵船の前身）と改称し、海運と海外貿易（後の三菱商事に発展）を中心に事業を展開した。また、日本郵船の船舶の改修事業から三菱重工業の長崎造船所に発展した。
スリーダイヤを各社のロゴなどに用いている。スリーダイヤは土佐藩郷士出の岩崎家家紋「三階菱」と、土佐藩主の山内家家紋「三つ柏」の組合せに由来し、創業時の九十九商会が船旗号として採用した三角菱のマークが原型である。後に社名を三菱と定める機縁となった。
前身の三菱財閥は、比較的歴史が浅いながらも三井財閥（三井グループ）・住友財閥（住友グループ）とともに日本三大財閥の一つにまで急成長した。戦後にGHQの財閥解体によって岩崎家との資本関係が解消され、主要各社は「三菱」という名称やスリーダイヤ・マークの使用を禁止された。三菱重工や三菱商事などは会社単体で分割されたが、その後徐々に再結集を図っていった。財閥時代から「三菱は岩崎家一個のものではなく、国家社会のための三菱である」とする考えがある。この言葉は戦後にも引き継がれ、「三菱は国家なり」として三菱グループが国家との結びつきが強いことでも知られている。現在、三菱グループの資本関係は希薄であるが、仮に一つの企業グループとみなした場合の総売上は約70兆円（2019年現在）に及ぶとされ、トヨタグループを大きく引き離している。
三菱グループの中核とされる、三菱UFJ銀行（旧・三菱銀行）・三菱商事・三菱重工業の3社をいわゆる「三菱グループ御三家」と呼ぶ。グループの主要企業、あるいは金曜会会員企業ながら、社名に「三菱」が付かない企業（日本郵船、ENEOSホールディングス（旧・JXTGホールディングス）、明治安田生命保険（旧・明治生命保険）、東京海上日動火災保険（旧・東京海上火災保険）、AGC（旧・旭硝子）、ニコン、キリンホールディングス（旧・キリンビール）、ローソン）もある。これら三菱の名前の付かない企業はスリーダイヤマークを使わない（#「三菱」「スリーダイヤ」の商標についてを参照）。
旧財閥系企業グループの中で、比較的結束が強いと言われ、一般に「組織の三菱」と称される。例としては下記の事象が挙げられる。
- 三菱グループ各社の本社、支社等は三菱地所や明治安田生命保険が保有するビルに置かれている事が多い。歴史的経緯から三菱地所は東京駅前の丸の内（東京都千代田区）一帯に多数のオフィスビルを所有しており、「丸の内の大家」とも呼ばれる[4]。御三家を筆頭にグループ各社は丸の内に本社を構えている場合が多い。そういった背景から丸の内一帯は「三菱村」とも呼ばれる。
- 三菱地所のビルには、三菱電機→三菱電機ビルソリューションズのエレベーターやエスカレーターが設置されている場合が多い[注 3]。
- 三菱グループが所有するビルには、ほぼ必ず、キリンビバレッジの自動販売機が設置されている。
- グループ各社の社用車は、三菱自動車工業（現在は大型乗用車市場から事実上撤退したため、軽自動車及び小型車が多い）及び三菱ふそうトラック・バス（ダイムラーの連結子会社）の車両が多い。また、三菱自動車から新型車が発売される際には、グループ社員限定の事前発表会が行われる。
- 三菱自動車のリコール隠し問題では、三菱UFJ銀行・三菱商事・三菱重工業の「御三家」が経営再建に加わった。
- 社内行事では、キリンビール・キリンビバレッジの製品を扱う飲食店を優先的に選ぶ。
- 「THE MONTHLY MITSUBISHI（マンスリーみつびし）」というグループ広報誌が、毎月社員に配布される。
- 三菱グループ各社が浦和レッズ（前身は三菱重工業サッカー部で、プロ化に伴い筆頭株主は三菱自動車工業になったが、自工が日産自動車傘下になった際に筆頭株主も重工に戻された）のオフィシャルパートナーに名を連ねている[注 4]。また、Jリーグそのものの冠協賛スポンサーとして、基は明治生命だった明治安田生命保険が名を連ねている。
- ビジネス以外の福利厚生面や広報については、施設を共有していたり、三菱系企業社員等が集まってスポーツ大会・レガッタ・コーラス等をするなど交流を行っている。

ただし、金曜会会員企業の中にも、ドイツの自動車大手、ダイムラーがほぼ90％の株式を保有している三菱ふそうトラック・バスや、合併前の三菱石油出身者から一人も役員が出ていないENEOSホールディングス（合併先の日本石油と、その後あらたに合併した新日鉱ホールディングスの二社の出身者が会長、社長、および役員を分け合う体制となっている。そして2017年4月1日に東燃ゼネラル石油と経営統合し、JXTGホールディングス（現・ENEOSホールディングス）が発足したが、やはり東燃ゼネラル出身者に一部の役員席が回されただけとなっている）のように、グループとの結びつきがきわめて希薄な企業も含まれている。ENEOSホールディングスの筆頭株主は三井住友系の日本トラスティ・サービス信託銀行であるが、三菱系の所有株式数の割合は10.21%で、三井住友系の所有株式数の割合は10.1%であり、僅かではあるが三菱系が上回っている。もともと日本石油は外資傘下の期間が長く、日本鉱業は富士銀行と緩く関係していた程度で国内金融コンツェルンからは自由であったこともあり、資本面では三菱ふそうトラック・バスに比べれば三菱色がある程度出ている企業ではある。
また、ライブドアによるニッポン放送株の買収に際して、三菱電機がフジサンケイグループの支援を表明するなど、財閥・金融系以外の企業グループにもかかわりを持つようになっている。一方では、三菱自動車工業の再建をめぐって、東京三菱銀行、三菱商事、三菱重工業の間で意志の相違が生じ、また、旧・明治生命保険や旧・東京海上火災保険が、同業他会社との経営統合（前者は安田生命保険と合併し「明治安田生命保険」に、後者は日動火災海上保険と合併し「東京海上日動火災保険」に社名変更）で、グループから自立の動きを見せている。
全従業員数を計る目安として、月報誌の「THE MONTHLY MITSUBISHI（マンスリーみつびし）」の発行部数は、約32万部（入手当該誌より。2019年12月公開HPでは約40万部と記載。プロパー社員・関連出向社員向けであり、通常は同フロアでも協力会社社員（派遣）は含まない。）であり、その数は日本の労働人口を6700万人と仮定すると、約0.47％にも及ぶ。

## 三菱金曜会
三菱金曜会（略称・金曜会）は、毎月第2金曜日、グループ企業の会長・社長を集めて行う懇談昼食会を、活動の中心としている。
金曜会は1954年、終戦後に三菱財閥が解体された後、陽和不動産（現・三菱電機）が株の買い占めに遭ったのを買い戻すため、中核企業が結束を求めて発足した。
参加できるのは、4500を超えるグループ企業の中でも、中核をなす27社の会長、社長のみ（2020年時点）で、その中でも「御三家」（三菱重工業・三菱UFJ銀行・三菱商事）の3社がトップに君臨している。
この他、歴史的建造物である岩崎弥之助本邸の維持・管理、およびグループの迎賓館・社交クラブとしての運営に当たる三菱開東閣委員会が、グループ32社によって組織されている。

## 三菱グループ主要会社
ここでは、三菱金曜会の会員（27社）、及び 三菱広報委員会（外部リンク） の会員（36社）を挙げる（なお、三菱金曜会の会員は、三菱ケミカル以外全てが三菱広報委員会の会員である）。その他の会社は、下記の会社を中心とするグループのいずれかに属する形となる。
三菱UFJ銀行（旧・三菱銀行）・三菱商事・三菱重工業は三菱グループの「御三家」と呼ばれる。太字は三菱グループ中核企業。
| 社名                                   | 三菱金曜会 | 三菱広報委員会 | 備考   |
| -------------------------------------- | ---------- | -------------- | ------ |
| 三菱化工機                             | Yes        | Yes            | —      |
| 三菱ガス化学                           | Yes        | Yes            | —      |
| 三菱ケミカルグループ                   | Yes        | Yes            | —      |
| 三菱地所                               | Yes        | Yes            | —      |
| 三菱自動車工業                         | Yes        | Yes            | —      |
| 三菱重工業                             | Yes        | Yes            | —      |
| 三菱商事                               | Yes        | Yes            | —      |
| 三菱製鋼                               | Yes        | Yes            | —      |
| 三菱製紙                               | Yes        | Yes            | —      |
| 三菱倉庫                               | Yes        | Yes            | —      |
| 三菱総合研究所                         | Yes        | Yes            | —      |
| 三菱電機                               | Yes        | Yes            | —      |
| 三菱UFJ銀行                            | Yes        | Yes            | ※2     |
| 三菱ふそうトラック・バス               | Yes        | Yes            | —      |
| 三菱マテリアル                         | Yes        | Yes            | —      |
| 三菱UFJ証券ホールディングス            | Yes        | Yes            | —      |
| 三菱UFJ信託銀行                        | Yes        | Yes            | ※2     |
| AGC                                    | Yes        | Yes            | —      |
| キリンホールディングス                 | Yes        | Yes            | —      |
| ENEOSホールディングス                  | Yes        | Yes            | ※3     |
| 東京海上日動火災保険                   | Yes        | Yes            | ※4     |
| ニコン                                 | Yes        | Yes            | —      |
| 日本郵船                               | Yes        | Yes            | —      |
| 明治安田生命保険                       | Yes        | Yes            | ※4     |
| 三菱ケミカル                           | Yes        | —              | —      |
| 三菱オートリース                       | —          | Yes            | —      |
| 三菱鉱石輸送                           | —          | Yes            | —      |
| 三菱食品                               | —          | Yes            | —      |
| 三菱プレシジョン                       | —          | Yes            | —      |
| 三菱UFJニコス                          | —          | Yes            | ※2     |
| 三菱HCキャピタル                       | —          | Yes            | ※2、※3 |
| アストモスエネルギー                   | —          | Yes            | ※1     |
| 大日本塗料                             | —          | Yes            | —      |
| 日本タタ・コンサルタンシー・サービシズ | —          | Yes            | —      |
| UBE三菱セメント                        | —          | Yes            | ※2     |
| ローソン                               | —          | Yes            | —      |

備考欄の
- 「※1」の会社は、2006年10月1日に旧：三菱液化ガスが出光興産LPG部門と事業統合。
- 「※2」の会社は、三和グループ（三水会・みどり会）メンバーでもある。
- 「※3」の会社は、春光グループ（春光懇話会）メンバーでもある。
- 「※4」の会社は、芙蓉グループ（芙蓉会・芙蓉懇談会）メンバーでもある。

## 過去の主要会社
『炎の男たち・三菱 野望の軌跡』242ページから245ページに基づき、かつ#主要会社に掲載されていない会社を列記している。また、以下のリストは、三菱広報委員会加盟社である。
- 東京海上火災保険（現・東京海上日動火災保険）
- 三菱化成工業 → 三菱化成 → 三菱化学（現・三菱ケミカル）
- 三菱油化 → 三菱化学（現・三菱ケミカル）
- 三菱モンサント化成 → 三菱化学エムケーブイ（現・三菱ケミカル）
- 三菱金属（現・三菱マテリアル）
- 三菱鉱業セメント（現・ＵＢＥ三菱セメント、三菱マテリアル）
- 三菱銀行 → 東京三菱銀行 → 三菱東京UFJ銀行（現・三菱UFJ銀行）
- 三菱信託銀行（現・三菱UFJ信託銀行）
- 三菱東京製薬 → 三菱ウェルファーマ（現・田辺三菱製薬）
- 三菱石油（現・ENEOS）
- 明治生命保険（現・明治安田生命保険）
- キャタピラー三菱 → 新キャタピラー三菱（現・キャタピラージャパン）
- 大日日本電線（現・三菱電線工業）
- ダイヤモンドクレジット（DCカード）→ディーシーカード（現・三菱UFJニコス）
- 三菱アセテート
- 三菱液化瓦斯（現・アストモスエネルギー）
- 三菱原子力工業（現・三菱重工業）
- 三菱ヨーク → 三菱重工冷熱システム（現・三菱重工冷熱）
- 三菱原子燃料
- 三菱スペース・ソフトウエア
- 三菱伸銅→（現三菱マテリアル）

## 「三菱」「スリーダイヤ」の商標について
筆記用具製造販売の三菱鉛筆 は「三菱」の名前とスリーダイヤの商標を使用しているが、三菱グループとは、一切の資本・人的関係がない。これは、三菱グループが商標登録するよりも早くからこの商標を用いており（1903年）、三菱グループにはその使用を差し止める事が出来ないためである。また、熊本県の弘乳舎が販売していた三菱サイダーは、1919年に商標登録され、三菱とスリーダイヤの商標を用いた炭酸飲料として長年に渡って九州地区を中心に販売されていたが、こちらは2014年に三菱商事が商標を取得し、2017年に販売終了となっている。他にも香川県高松市の三菱クリーンサービス、文房具卸売業の三菱文具など、グループ外で「三菱」を名乗る企業も一部存在した（いずれも、スリーダイヤは使用していない）。
当時の三菱財閥は、商標の使用開始時期はこれらの他社より早かったが、当初は商標登録への関心が薄かった。三菱財閥本社に当たる三菱合資が初めて商標登録を行ったのは1914年で、当時の商標法施行規則に定められた67分野中、7分野での登録に留まった。商標登録の積極策に転じる1919年までに、鉛筆・ペン・文房具・調帯・清涼飲料・福神漬・名刺用紙などの三菱商標が三菱グループ外の所有となっていた。このため、改めて商標の買い取りを進めることになった。
三菱鉛筆にも同様の働きかけを行ったが、文房具業界で地位を築き、鉛筆で「子供の時から親しまれている」存在になった同社は、遅くとも1971年の時点で、三菱グループと誤認されても「むしろわれわれ（三菱グループ）にとってプラス」と認識されるようになった。結果として、三菱グループと三菱鉛筆は今日まで共存している。ある時、三菱御三家の幹部に冗談で「三菱鉛筆が経営危機に陥ったらどうしますか」と質問した経済ジャーナリストがいた。幹部は真顔で「助ける」「三菱グループが危ないという風評が流れたら困る、グループでなくてもスリーダイヤは守る」と答えたという。
一方で、訴訟に発展した事例としては、1990年に創業し、2001年11月28日に「三菱クオンタムファンド」と「三菱」を冠し、スリーダイヤを使用した企業の例がある。三菱商事・東京三菱銀行・三菱信託銀行は、同社を不正競争防止法違反で訴え、「三菱」とスリーダイヤを使用しないよう要求した。クオンタムファンド（2002年3月1日商号変更）は三菱鉛筆などの例を挙げて反論した。東京地方裁判所は2002年4月16日、三菱商事などの全面勝訴の判決を下した。三菱鉛筆については、「たまたま鉛筆等が三菱グループに属する企業の扱っていない商品分野であったことから商標権を取得したもの」であり、三菱を冠したのも「戦後の混乱期」の「極めて例外的な存在」であるとして、クオンタムファンドの主張を退けた。
その他、2010年8月には大阪府門真市の「三菱タクシー」が未来都に改称した。「三菱タクシー」については商標上の問題が確認できず、訴訟では争えないと判断した三菱グループが三菱タクシー側に社名変更の対価を支払ったとのこと。一説には5億円を負担したという。2012年5月には、三菱クリーンサービスがMCS に、2014年10月には三菱文具が妙高コーポレーション にそれぞれ商号変更している。
三菱サイト「三菱グループで「三菱」が社名につく会社の一覧」 も参照のこと。この一覧表はグループ内で「三菱」がつく会社を、子会社・孫会社等・海外合弁会社にいたるまで漏れなく表示している。つまり、この表にない「三菱」がつく企業はグループ外である。
一方、三菱グループの中には「スリーダイヤ」マークを使用しない企業がある。三菱UFJフィナンシャル・グループ やENEOSグループのような「非」三菱グループと合併した企業や、日本郵船やキリンビール、明治安田生命保険、東京海上日動火災保険 などのように、古くから「三菱」「スリーダイヤ」とは異なる商標を用いてきた企業がそれに当たる。

### 岩崎家関連
- 岩崎家
- 旧岩崎邸庭園 - 旧岩崎家茅町本邸
- 殿ヶ谷戸庭園 - 旧岩崎家別邸
- 清澄庭園 - 岩崎家深川別邸跡
- 六義園 - 岩崎家駒込別邸跡
- 国際文化会館 - 岩崎家鳥居坂別邸跡
- 開東閣 - 旧岩崎弥之助家高輪本邸・非公開
- 小田急山のホテル - 岩崎小弥太別邸跡

### 取引企業関連
- イオン - 三菱商事との関わりが強い。
- ライフコーポレーション - 同上。また三菱商事の持分法適用会社であり、一部店舗ではローソン銀行ATMの設置[18] や成城石井の商品[19] を取り扱っている。

### メディア関連
- 三菱アワー - 日本テレビ放送網で1960年代に毎週土曜日に海外ドラマ（ボナンザ他）や、プロ野球土曜ナイターなどを放送した。枠終了の複数スポンサーに移行後も、三菱自工が長年この枠を提供していた。
- カメラ・ルポルタージュ - TBSテレビ系列。元々はカメラメーカーではライバル社のオリンパス光学工業の協賛枠だったが、その後ニコンを初めとする三菱グループの協賛に移る。
- TBSラジオ エキサイトベースボール - 1960年代、一時期日曜日の薄暮デーゲーム（当時はナイターとのダブルヘッダーとなる試合が多かった）を「三菱ダイヤモンドナイター」として三菱商事・三菱石油を筆頭とするグループ各社で協賛した。
- 三菱ダイヤモンド・サッカー - かつての提供番組
- ダイヤモンドグローブ - （一時期同上で「三菱ダイヤモンドグローブ」と冠されていた）
- 関西テレビ制作・水曜夜10時枠の連続ドラマ - （30分&45分枠時代の単独提供）
- FNNニュース6:30 - （1978年9月29日までかつての提供番組）
- モーニングジャンボおはよう地球さん - （同上）
- のこいのこ - （上記『おはよう地球さん』で放送されたCMソング「地球は家族だ」を歌唱）

### スポーツ関連
- キリンカップサッカー・キリンチャレンジカップ - サッカー日本代表の強化試合シリーズで、キリンビール・キリンビバレッジの冠協賛であるが、三菱グループの数社も協賛している。
- ダイヤモンドカップゴルフ -  関西テレビ放送の主催で毎年、日本全国各地のゴルフ場を転戦する形で開催されている男子プロゴルフトーナメントで、前身の「三菱ギャラントーナメント」時代から三菱グループ各社がサブ協賛してきた。2001年から三菱グループ各社による共同協賛で行われている。

#### プロスポーツチーム
- Jリーグ - 明治安田生命保険がタイトルパートナーを務めている。
  - 浦和レッズ - 三菱重工業サッカー部を母体とするプロサッカークラブ。初年度参加チームとしてJリーグに加盟。埼玉県さいたま市浦和地区（旧浦和市。現在のさいたま市浦和区・桜区・南区・緑区。）をホームタウンとしている。発足当初は三菱自動車工業が筆頭株主だったが、現在は三菱重工業・三菱自動車工業が共同出資している持株会社の「ダイヤモンドF.C.パートナーズ」が筆頭株主となっている。
  - FC東京 - 東京ガスサッカー部を母体とするプロサッカークラブ。1999年に新しく設立されたJリーグ2部の初年度参加チームとしてJリーグに加盟。東京都をホームタウンとしている。長らく東京ガスが筆頭株主ではあるが、運営会社には三菱商事やENEOSなど、一部の三菱グループの企業が主要株主として出資している。また三菱商事はユニフォーム背中上部スポンサーを務めている。なおクラブは2021年11月22日に、IT企業のミクシィのグループ会社となった。
  - ギラヴァンツ北九州 - 三菱化成黒崎サッカー部を母体とするプロサッカークラブ。Jリーグを見据え、2001年に「ニューウェーブ北九州」に改称し、2010年にJリーグ加盟（J2昇格）を果たした。この年に「ギラヴァンツ北九州」に改称し、現在に至る。前身時代から変わらず福岡県北九州市をホームタウンとしている。2021年には三菱化成をルーツに持つ三菱ケミカルの福岡事業所とのスポンサー契約を結んでいる[20]。
- 名古屋ダイヤモンドドルフィンズ - B.LEAGUE所属で、三菱電機男子バスケットボール部を母体としたプロバスケットボールチーム。愛知県名古屋市をホームタウンとしている。

### 鉄道関連
- 近鉄グループホールディングス - 関係が深い。メインバンクは三菱UFJ銀行で、電車の電装品に三菱電機の製品が一部を除き使われているほか、近畿車輛は三菱重工業と業務提携している。また、2014年までは三菱電機の関西支社が近鉄堂島ビルに入居していた。
- 東急 - 関係が深い。やはりメインバンクは三菱UFJ銀行。大東急時代以降に三菱グループとの関係が強くなった。現在でも三菱電機製の制御装置を使っている。
- 小田急電鉄 - 一時期投資会社を通じて株を保有していた他、通勤型車両の制御装置や空調装置、モータ等の大半は三菱電機製である。

### 事件・その他関連
- 三菱リコール隠し - 三菱自動車工業が廃業の瀬戸際に追い込まれたが、三菱グループの支援により救済された。
- 半沢直樹シリーズ（オレたちバブル入行組、オレたち花のバブル組） - 作品中の東京中央銀行は現在の三菱UFJ銀行である。